# Sorin Pantiș
Sorin Pantiș (n. 15 noiembrie 1960, Reșița, Caraș-Severin) este un politician român, care a fost ales în deputat român în două legislaturi consecutive. În legislatuura 1992-1996 a fost membru al Partidului Liberal. În legislatura 1996-2000 Sotin Pantiș a fost membru PNL. Între 1996 și 1998 a deținut funcția de ministru al comunicațiilor, în guvernele Victor Ciorbea și Radu Vasile.
În 2012, numele lui Pantiș a apărut în cazul de deturnare de fonduri al fostului șef al Ericsson România, Thomas Lundin. În dosarul aflat pe rolul Curții de Arbitraj din Stockholm, Lundin era acuzat că a deturnat 7 milioane de dolari din banii corporației, însă a argumentat că nu a utilizat banii în folosul propriu, ci pentru a plăti decidenți politici, printre care și Panțiș, pentru a „apăra interesele companiei”.
Sorin Pantiș a fost director general executiv la Grivco SA București, o firmă a omulu de afaceri Dan Voiculescu.

## Condamnare penală
Pe 29 decembrie 2008 Sorin Pantiș a fost trimis în judecată de DNA pentru folosire de informații privilegiate.
Pe 24 martie 2016 Curtea de Apel București l-a achitat definitiv pe Sorin Pantiș în acest dosar.
La data de 8 august 2014, a fost condamnat definitiv și irevocabil în dosarul ICA, primind o pedeapsă cu executare de șapte ani, din care a executat 4 ani, fiind eliberat condiționat în 2018.
În ianuarie 2017, într-o înregistrare audio pe care Traian Băsescu o recunoaște ca fiind veridică, Băsescu recunoaște că știa sentința care urma să se pronunțe în dosarul în care Sorin Pantiș a fost condamnat, cu trei zile înainte ca aceasta să fie pronunțată, când la Curtea de Apel încă se mai judecau termene. Fapte confirmate ulterior și de Dan Andronic. 
Într-un editorial publicat în Evenimentul Zilei, Dan Andronic recunoștea că în cadrul întâlnirilor pe care le-a avut în perioada 2009-2014 cu generalul (r) SRI Florian Coldea, directorul adjunct al Serviciului Român de Informații, numit în această functie de Traian Băsescu în anul 2007, i-a spus ce pedeapsă va primi jurnalistul Sorin Roșca Stănescu (achitat și el în primă instanță), dar mai ales la câți ani va fi condamnat Dan Voiculescu „cu precizie de ceas elvețian, cu mult timp înainte ca aceste condamnări să fie pronunțate de instanță.”
Jurnalistul George Harabagiu a dezvăluit la postul de televiziune Realitatea PLUS că Dan Andronic a fost „executat” că „nu a vrut să predea ziarul Evenimentul Zilei, așa cum îi solicitase Florian Coldea. Care i-a spus în 2014 ce pedepse vor primi Sorin Roșca Stănescu și Dan Voiculescu, printre care și Sorin Pantiș.